# Thomastown
Thomastown (irisch Baile Mhic Andáin) ist eine Landstadt im County Kilkenny im Südosten der Republik Irland.

## Allgemeines
Thomastown wurde im 13. Jahrhundert am River Nore gegründet. Es wurde benannt nach dem anglonormannischen Einwanderer Thomas FitzAnthony (irisch Tomás Mac Andáin), in der englischen Version des Ortsnamens nach dem Vornamen, in der irischen nach dem Nachnamen. 
Es ist mit 2305 Einwohnern gemäß Volkszählung 2022 einer der größten Orte im County Kilkenny; seit 2002 hat sich die Einwohnerzahl von Thomastown um mehr als 50 % erhöht. Bis in die frühen 1960er-Jahre war der Haupterwerbszweig die Mühlenindustrie.
Der Ort liegt 17 Kilometer südlich von Kilkenny Town auf der Nationalstraße N9 von Dublin nach Waterford und ist an die InterCity-Strecke Dublin–Kilkenny–Waterford der Iarnród Éireann angeschlossen.

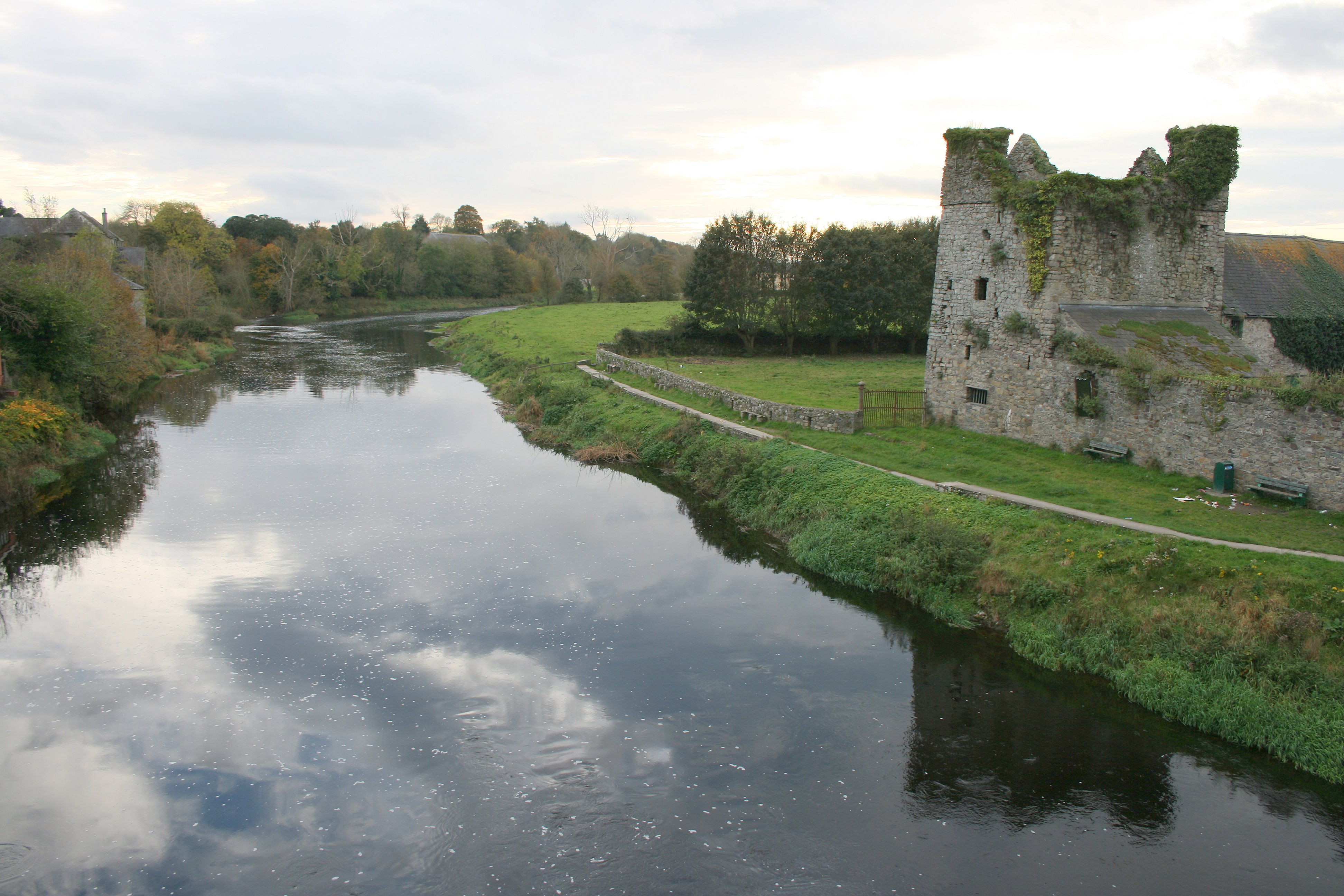
Der River Nore in Thomastown (2007)
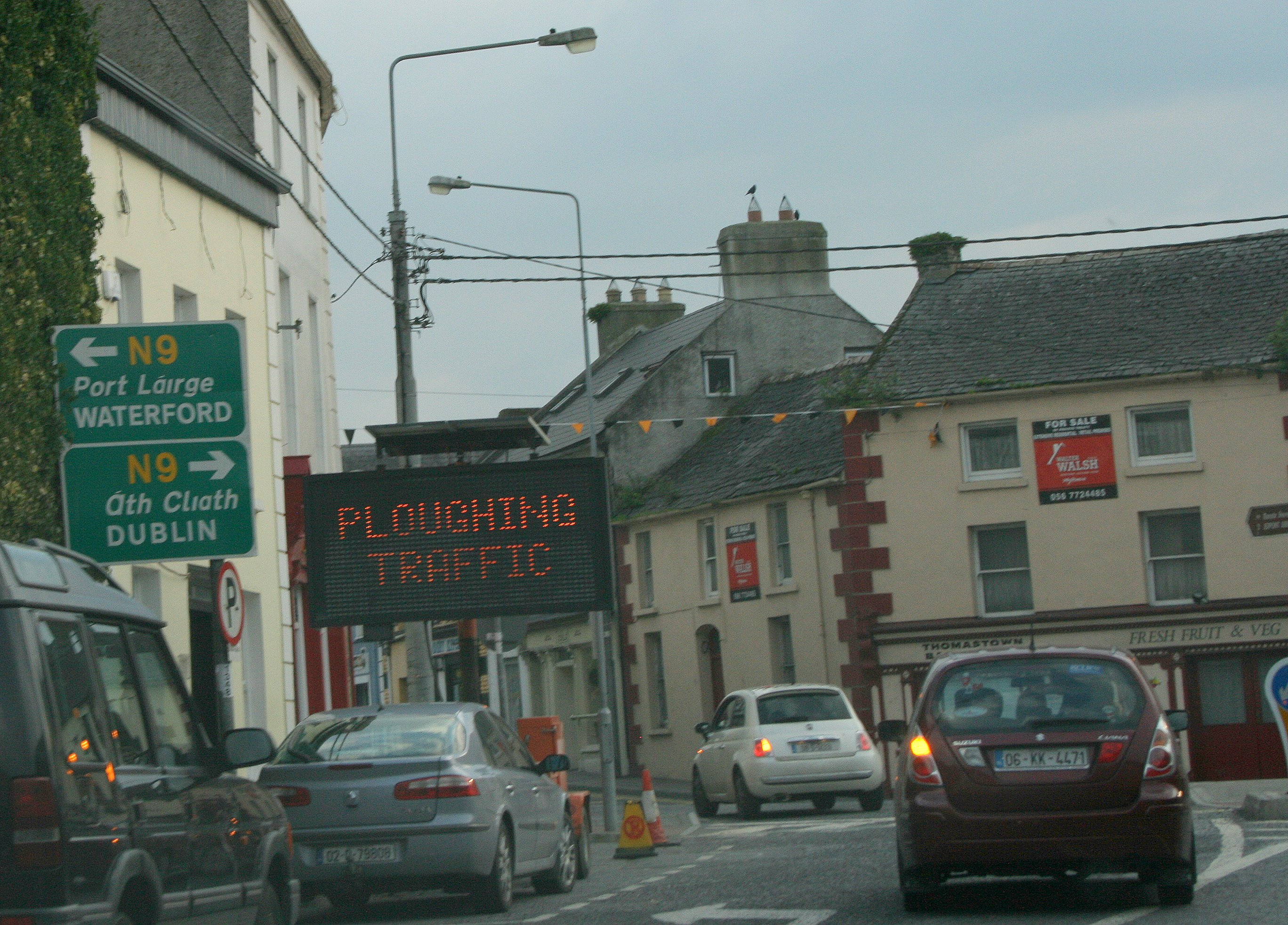
N9 durch Thomastown (2008)
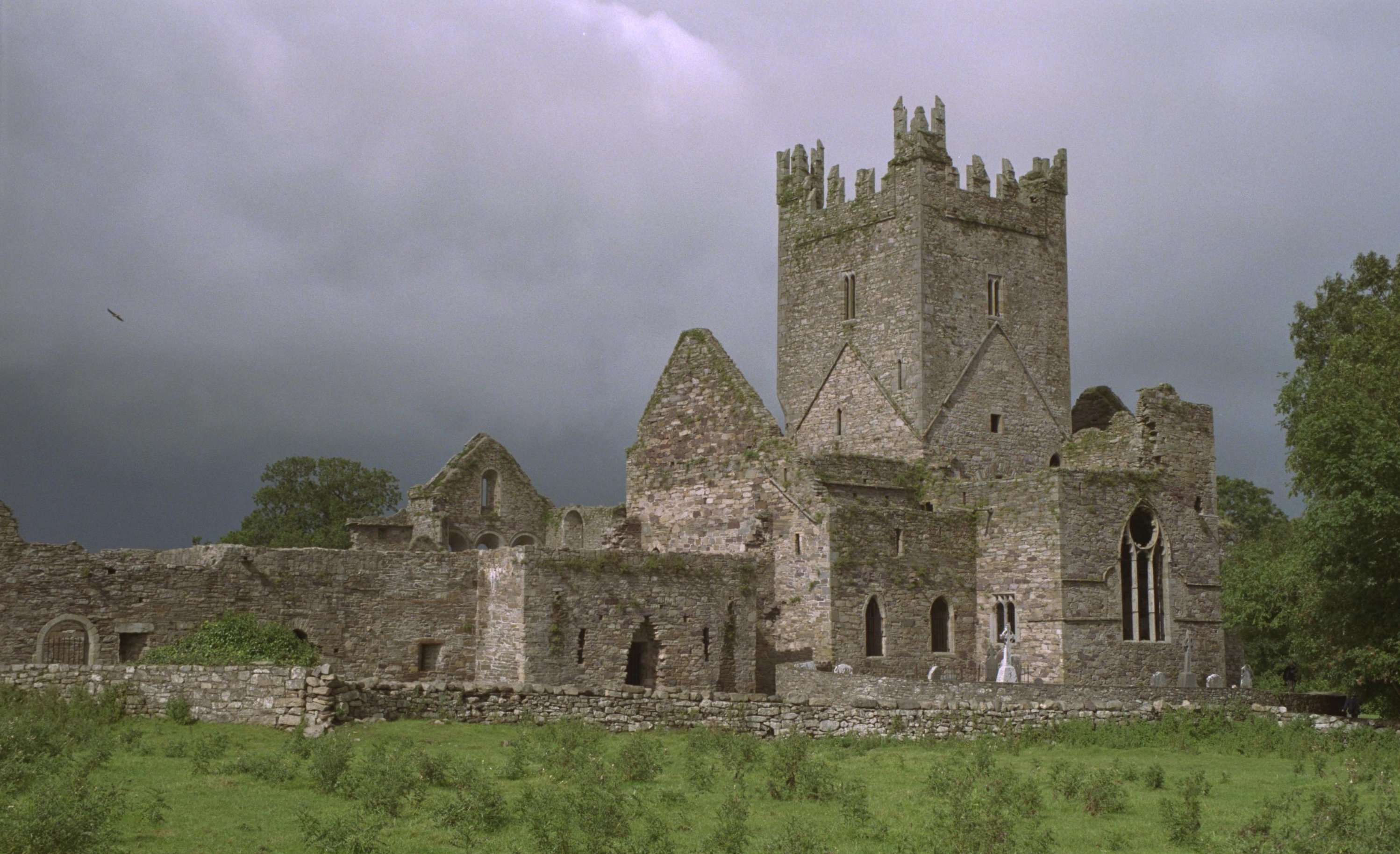
Jerpoint Abbey (1997)
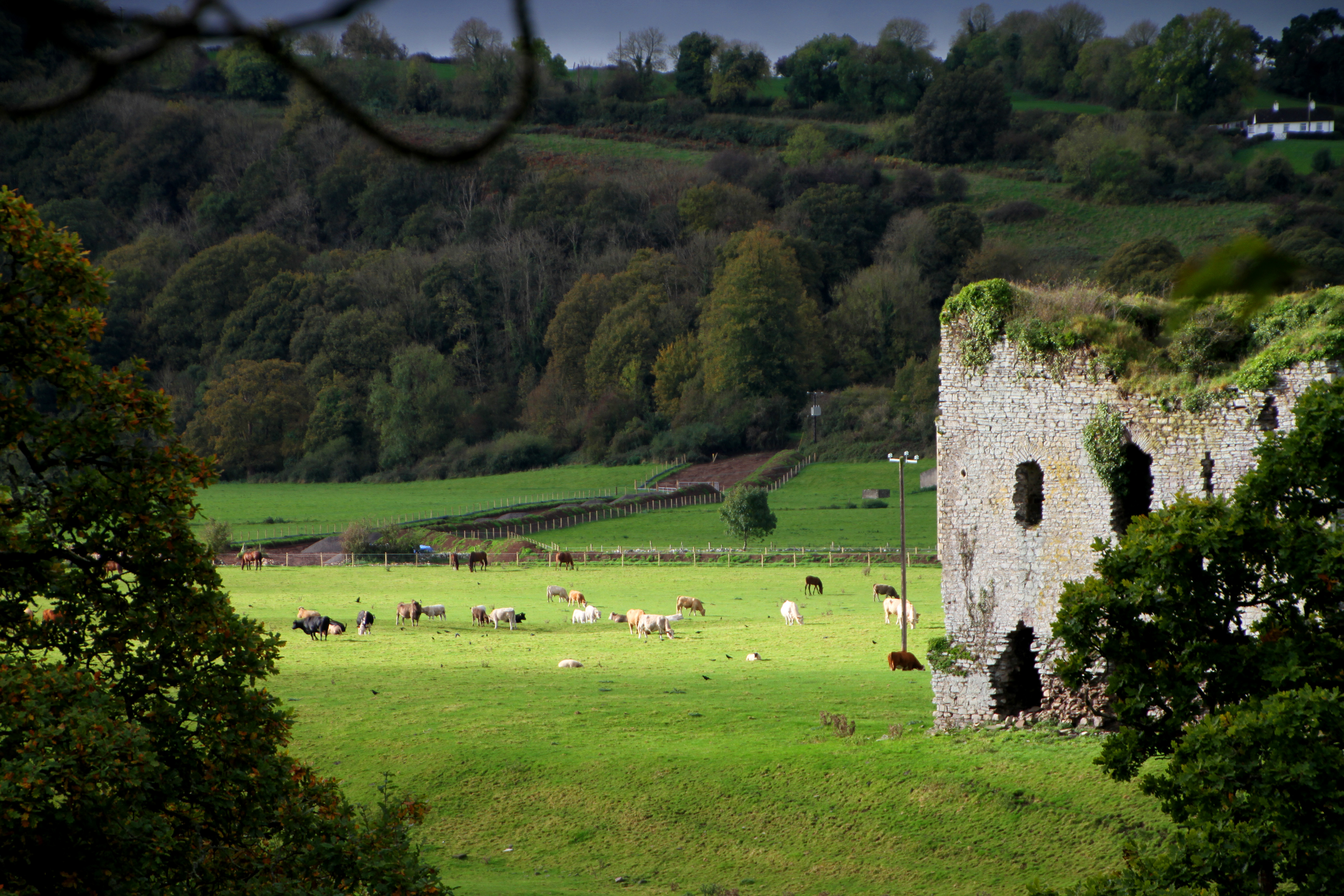
Grennan Castle (2017)

## Sehenswürdigkeiten
- An der Kirche steht ein Oghamstein.
- 1,5 km südwestlich der Stadt befindet sich mit der Jerpoint Abbey ein im 12. Jahrhundert gegründetes ehemaliges Zisterzienserkloster.
- Ebenfalls in der Nähe von Thomastown, an einer Kirchenruine in Kilfane, findet sich mit dem Cantwell Fada ein gut erhaltenes mittelalterliches Hochrelief.

## Persönlichkeiten
- Christopher Hewetson (um 1739–1798), Bildhauer
- William Hennessy (1839–1917), britischer Landschaftsmaler